# Дигидроуридин
Дигидроуридин (обозначается как D, DHU или UH2) — это пиримидин, который образуется в результате добавления двух атомов водорода к уридину, превращая его в полностью насыщенное соединение без двойных связей. Дигидроуридин встречается в молекулах тРНК и рРНК в форме нуклеозида; соответствующее ему азотистое основание называется 5,6-дигидроурацил.
Из-за своей не плоской структуры дигидроуридин нарушает стекинговые взаимодействия в спирали РНК и дестабилизирует её. Помимо этого дигидроуридин стабилизирует C2’-эндо конформацию сахара, которая более подвижна чем C3’-эндо конформация, а этот эффект распространяется на соседний 5’-остаток. Таким образом, в то время как псевдоуридин и 2’-O-метилирование стабилизирует локальную структуру РНК, дигироуридин делает совершенно противоположное.
тРНК организмов, растущих при низкой температуре (психрофилы), имеет повышенное содержание 5,6-дигидроуридина (на 40-70 % больше чем в среднем), что даёт необходимую локальную подвижность тРНК при температурах вблизи и ниже точки замерзания.